# Czerwona Wola (Basses-Carpates)
Pour les articles homonymes, voir Czerwona Wola.
Czerwona Wola est une localité polonaise de la gmina de Sieniawa, située dans le powiat de Przeworsk en voïvodie des Basses-Carpates.